# Eduard Seiler
Eduard Seiler (* 24. Februar 1908 in Brig; † 13. März 1976 in Trimbach) war ein Schweizer Staatswissenschaftler und Hotelier.

## Leben
Der aus dem Wallis stammende Seiler war ein Sohn von Hermann Seiler (sen.) und dessen Frau Elisabeth geb. Cattani, damit ein Enkel von Alexander Seiler dem Älteren väterlicherseits und Eduard Cattani mütterlicherseits. Er studierte in St. Gallen, Zürich und Paris Staatswissenschaften und wurde 1934 mit einer Dissertation über Die Entwicklung berufständischer Ideen in der katholischsozialen Bewegung Frankreichs von der Universität Zürich zum Doktor promoviert.
Seiler war verheiratet mit Elena geb. Brunner. Er starb im März 1976 bei einem Verkehrsunfall.

## Wirken
Ab 1929 leitete er zusammen mit seiner Tante Catherine Seiler die Hotels seines Vaters in Gletsch. In den 1930er Jahren fungierte er auch für die Hotels der Familie in Zermatt als Promotor der 1927/28 von seinem Vater am Fusse des Matterhorns lancierten Wintersaison mit Werbekampagnen in London und Paris. Später schuf er das Restaurant und Hotel Ermitage in Küsnacht. Nach dem Tod des Vaters 1961 übernahm er das Verwaltungsratspräsidium der Hotels Seiler in Gletsch (Immobilien Gletsch AG). 1948 wurde er in Nachfolge seines Vaters Verwaltungsrat, dann 1967 Vizepräsident und ab 1974 Delegierter der Seiler Hotels Zermatt AG.
Aus den beiden Hotels beim Ursprung der Rhone entwickelte Eduard Seiler seit Anfang der 1940er Jahre an Orten ohne strikte lagebedingte Beschränkung der Betriebszeit auf einen Jahresbruchteil – mit einer im Vergleich zu den Gletscher Betrieben rund 3,5mal längeren jährlichen Wertschöpfungsphase –, in Bern und bei Zürich, gastgewerbliche Unternehmen, die nach Stil, qualifiziertem Interieur und hervorragender Situation tradierte Vorgaben aufnahmen: in der ersten Hälfte der 1940er Jahre das Restaurant Ermitage in der Berner Altstadt (dessen Carnotzet – als einer von drei stilistisch stark variierenden Teilbetrieben – auf das Walliser Interieur des Glacier du Rhône verwies), „eine Gaststätte, die zu den schönsten im ganzen Lande“ (Berner Tagblatt vom 30. November 1946, Nr. 329, S. 4) gezählt werden konnte, und um 1950 das „traumhaft gelegen[e]“ (Neue Zürcher Zeitung vom 30. September 2005, Nr. 228, S. 51) Restaurant und später, seit 1961, auch Hotel Ermitage in Küsnacht unmittelbar am Zürichseeufer, aus der Warte der Neuen Zürcher Zeitung vom 29. Januar 1993 (Nr. 23, S. 50) nach Architektur und Lage „ein kleines Juwel“. In Kenntnis der umfangreichen Mitwirkung beim Aufbau der Sportorganisation und des internationalen Marketings für die Zermatter Wintersaison in den 1930er und 1940er Jahren und der seit 1929 fortentwickelten oder vollkommen neu geschaffenen Hotel- und Restaurantunternehmen in Gletsch, Zermatt, Bern und Küsnacht am Zürichsee urteilte die Neue Zürcher Zeitung in der Ausgabe vom 25. Februar 1968 (Nr. 123, S. 25) über die unternehmerischen Leistungen Eduard Seilers anlässlich seines 60. Geburtstages: „Als Glied der berühmten Hoteldynastie hat er auch in der Hotellerie seine grossen Fähigkeiten und reichen Erfahrungen unter Beweis gestellt.“
Während des Ersten Weltkrieges und in den darauffolgenden Krisenjahren bedurfte Joseph Seiler des finanziellen Beistandes seiner beiden Brüder Alexander (1864–1920) und Hermann (1876–1961), die sich seit dem Tode der Eltern in den 1890er Jahren unternehmerisch vornehmlich dem Zermatter Teil des Hotelunternehmens gewidmet und im Sommer 1907, mit dem Ausscheiden von Joseph in Zermatt, die Kollektivgesellschaft Alexandre Seiler & Frère gebildet hatten, welche in und um Zermatt folgende neun Häuser betrieb: Monte Rosa, Mont Cervin, Victoria (1904 neu erworben), Zermatterhof, Bahnhofbuffet, Riffelalp, Riffelberg, Belvédère (auf Gornergrat) und Schwarzsee (gemäss Gazette du Valais vom 8. August 1907, Nr. 92, S. 2; Le Confédéré vom 10. August 1907, Nr. 64, S. 2). Mitte der 1920er Jahre übernahm schliesslich Hermann Seiler aus familialer Solidarität – trotz seiner Arbeitslast als Generaldirektor des viel umfangreicheren Zermatter Geschäfts mit (in Anbetracht der von der Familie längst erkannten Möglichkeit einer Wintersaison) weitaus interessanteren Entwicklungsperspektiven und trotz seiner vielfältigen politischen und verbandspolitischen Aufgabenfelder –, um auch die Erben seines inzwischen verstorbenen Bruders Alexander zu unterstützen, die Betriebe in Gletsch ganz, der älteste Bruder Joseph blieb aber bis zu seinem Tode im Jahre 1929 weitgehend uneingeschränkter Geschäftsleiter.

Der überzeugte Demokrat Seiler wirkte ab 1942 als Sekretär des Gotthardbunds und von 1943 an als Direktor des Redressement National, für das er zahlreiche sozial- und finanzpolitische Aufsätze schrieb sowie Eingaben und Aktionen lancierte.

## Veröffentlichungen
- Die Entwicklung berufständischer Ideen in der katholischsozialen Bewegung Frankreichs. Rechts- und staatswissenschaftliche Diss. Zürich 1935.